# Thalerastria lehmanni
Thalerastria lehmanni is een vlinder uit de familie uilen (Noctuidae). De wetenschappelijke naam is voor het eerst geldig gepubliceerd in 2009 door Hoppe & Fibiger.
De soort komt voor in Europa.